# Liga Mexicana del Pacífico 2003-04
La Temporada 2003-04 de la Liga Mexicana del Pacífico fue la 46.ª edición, llevó el nombre de Nelson Barrera Romellón y comenzó el 10 de octubre de 2003.
Durante la campaña se lanzó un juego sin hit ni carrera y un juego sin hit con carrera.
La temporada finalizó el 26 de enero de 2004, con la coronación de los Tomateros de Culiacán al vencer 4-1 en serie final a los Yaquis de Ciudad Obregón.

## Sistema de competencia

### Temporada regular
La temporada regular consta de dos mitades lo cual abarca un total de 68 juegos a disputarse para cada uno de los ocho clubes que conforman a la Liga Mexicana del Pacífico. La primera mitad está integrada de 35 juegos para cada club y la segunda de 33 juegos para cada club. Al término de cada mitad, se asigna un puntaje que va de 3 a 8 puntos en forma ascendente, según la clasificación (standing) general de cada club. A continuación se muestra la distribución de dicho puntaje:
- Primera posición: 8 puntos
- Segunda: 7 puntos
- Tercera: 6 puntos
- Cuarta: 5 puntos
- Quinta: 4.5 puntos
- Sexta: 4 puntos
- Séptima: 3.5 puntos
- Octava: 3 puntos

### Postemporada
Tras el término de la segunda vuelta, los seis equipos con mayor puntaje sobre la base de las dos mitades de la temporada regular pasan a la etapa denominada postemporada (play-offs). En esta etapa, los equipos se enfrentan entre sí en una serie de siete juegos donde deben ganar cuatro para avanzar a las semifinales. Es importante señalar que los tres equipos que obtuvieron mayor puntaje en la temporada regular empiezan la serie con dos juegos en su estadio (esta etapa de juego es conocida como «repesca»), para continuar con tres partidos en el estadio contrario y finalmente concretar la serie de nuevo en su estadio. Estos últimos dos juegos no son necesarios si alguno de los equipos obtiene una ventaja clara en la serie sobre su rival.

### Semifinales
Para la etapa de semifinales, pasan los tres equipos con mejor posición en el standing de juegos ganados y perdidos más uno adicional que es denominado «mejor perdedor», el cual resulta de poseer la mayor cantidad de juegos ganados en la repesca, principalmente. De esta manera, el mejor perdedor se enfrenta como visitante al equipo mejor situado del standing en una serie, mientras que el segundo y el tercero hacen lo mismo a su vez. En el caso del mejor perdedor, no puede enfrentarse al equipo con el que disputó la primera fase de play-offs.

### Final
Se da entre los equipos que ganaron en la etapa de semifinales.

## Calendario
- Número de Juegos: 68 juegos

## Datos Sobresalientes
- Tomateros de Culiacán el 25 de noviembre del 2003, logra un juego sin hit ni carrera combinado por Rigoberto Beltrán, Gabe Molina y Marc Kroon, logrado en contra de Águilas de Mexicali, siendo el número 45 de la historia de la LMP.

- Scott Mullen, lanza un juego sin hit con carrera el 23 de octubre de 2003, con los Tomateros de Culiacán en contra de Cañeros de Los Mochis, siendo el número 7 en la historia de la LMP.

## Equipos participantes
| Liga Mexicana del Pacífico 2003-04 |           |                   |                           |                          |           |
| Equipo                             | Fundación | Mánager           | Ciudad                    | Estadio                  | Capacidad |
| Águilas de Mexicali                | 1948      | Por definir       | Mexicali, Baja California | Nido de los Águilas      | 9,000     |
| Algodoneros de Guasave             | 1970      | Por definir       | Guasave, Sinaloa          | Francisco Carranza Limón | 8,000     |
| Cañeros de Los Mochis              | 1947      | Por definir       | Los Mochis, Sinaloa       | Emilio Ibarra Almada     | 6,000     |
| Mayos de Navojoa                   | 1950      | Por definir       | Navojoa, Sonora           | Manuel Ciclón Echeverría | 8,000     |
| Naranjeros de Hermosillo           | 1944      | Por definir       | Hermosillo, Sonora        | Héctor Espino            | 10,000    |
| Tomateros de Culiacán              | 1965      | Francisco Estrada | Culiacán, Sinaloa         | General Ángel Flores     | 10,000    |
| Venados de Mazatlán                | 1945      | Por definir       | Mazatlán, Sinaloa         | Teodoro Mariscal         | 6,000     |
| Yaquis de Ciudad Obregón           | 1947      | Tim Jonhson       | Ciudad Obregón, Sonora    | Tomás Oroz Gaytán        | 10,000    |

## Standings

### Primera vuelta
| Equipos                  | JJ | JG | JP | JE | PCT  | JV   | PTS |
| ------------------------ | -- | -- | -- | -- | ---- | ---- | --- |
| Venados de Mazatlán      | 35 | 25 | 10 | -  | .714 | -    | 8   |
| Yaquis de Ciudad Obregón | 35 | 20 | 15 | -  | .571 | 5.0  | 7   |
| Tomateros de Culiacán    | 35 | 19 | 16 | -  | .543 | 6.0  | 6   |
| Algodoneros de Guasave   | 34 | 16 | 18 | -  | .471 | 8.5  | 5   |
| Naranjeros de Hermosillo | 34 | 16 | 18 | -  | .471 | 8.5  | 4.5 |
| Cañeros de Los Mochis    | 35 | 16 | 19 | -  | .457 | 9.0  | 4   |
| Mayos de Navojoa         | 35 | 15 | 20 | -  | .429 | 10.0 | 3.5 |
| Águilas de Mexicali      | 35 | 12 | 23 | -  | .343 | 13.0 | 3   |

### Segunda vuelta
| Equipos                  | JJ | JG | JP | JE | PCT  | JV  | PTS |
| ------------------------ | -- | -- | -- | -- | ---- | --- | --- |
| Naranjeros de Hermosillo | 33 | 20 | 12 | 1  | .625 | -   | 8   |
| Yaquis de Ciudad Obregón | 33 | 19 | 14 | -  | .576 | 1.5 | 7   |
| Tomateros de Culiacán    | 33 | 19 | 14 | -  | .576 | 1.5 | 6   |
| Algodoneros de Guasave   | 33 | 17 | 15 | 1  | .531 | 3.0 | 5   |
| Mayos de Navojoa         | 33 | 17 | 16 | -  | .515 | 3.5 | 4.5 |
| Venados de Mazatlán      | 33 | 15 | 18 | -  | .455 | 5.5 | 4   |
| Águilas de Mexicali      | 33 | 13 | 20 | -  | .394 | 7.5 | 3.5 |
| Cañeros de Los Mochis    | 33 | 11 | 22 | -  | .333 | 9.5 | 3   |

### General
| Equipos                  | JJ | JG | JP | JE | PCT  | JV   | PTS  |
| ------------------------ | -- | -- | -- | -- | ---- | ---- | ---- |
| Yaquis de Ciudad Obregón | 68 | 39 | 29 | -  | .573 | -    | 14   |
| Naranjeros de Hermosillo | 67 | 36 | 30 | 1  | .545 | 2.0  | 12.5 |
| Venados de Mazatlán      | 68 | 40 | 28 | -  | .588 | -    | 12   |
| Tomateros de Culiacán    | 68 | 38 | 30 | -  | .559 | 1.0  | 12   |
| Algodoneros de Guasave   | 67 | 33 | 33 | 1  | .500 | 5.0  | 10   |
| Mayos de Navojoa         | 68 | 32 | 36 | -  | .471 | 7.0  | 8    |
| Cañeros de Los Mochis    | 68 | 27 | 41 | -  | .397 | 12.0 | 7    |
| Águilas de Mexicali      | 68 | 25 | 43 | -  | .367 | 14.0 | 6.5  |

| Avanza a Play-offs |

## Play-offs
|  | Primer Play Off | Primer Play Off | Primer Play Off |          |            | Semifinales | Semifinales | Semifinales |  |          | Final    | Final | Final |  |
|  |                 |                 |                 |          |            |             |             |             |  |          |          |       |       |  |
|  |                 |                 |                 |          |            |             |             |             |  |          |          |       |       |  |
|  | Mazatlán        | Mazatlán        | 3               |          |            |             |             |             |  |          |          |       |       |  |
|  | Mazatlán        | Mazatlán        | 3               |          |            |             |             |             |  |          |          |       |       |  |
|  | Hermosillo      | Hermosillo      | 4               |          |            |             |             |             |  |          |          |       |       |  |
|  | Hermosillo      | Hermosillo      | 4               |          | Hermosillo | Hermosillo  | 2           |             |  |          |          |       |       |  |
|  |                 |                 |                 |          | Hermosillo | Hermosillo  | 2           |             |  |          |          |       |       |  |
|  |                 |                 | Culiacán        | Culiacán | 4          |             |             |             |  |          |          |       |       |  |
|  | Guasave         | Guasave         | Culiacán        | Culiacán | 4          | 2           |             |             |  |          |          |       |       |  |
|  | Guasave         | Guasave         |                 |          |            |             |             |             |  |          |          |       |       |  |
|  | Culiacán        | Culiacán        | 4               |          |            |             |             |             |  |          |          |       |       |  |
|  | Culiacán        | Culiacán        | 4               |          |            |             |             |             |  | Culiacán | Culiacán | 4     |       |  |
|  |                 |                 |                 |          |            |             |             |             |  | Culiacán | Culiacán | 4     |       |  |
|  |                 |                 | Obregón         | Obregón  | 1          |             |             |             |  |          |          |       |       |  |
|  |                 |                 | Obregón         | Obregón  | 1          |             |             |             |  |          |          |       |       |  |
|  |                 |                 |                 |          |            |             |             |             |  |          |          |       |       |  |
|  |                 |                 |                 |          |            |             |             |             |  |          |          |       |       |  |
|  |                 | Mazatlán        | Mazatlán        | 2        |            |             |             |             |  |          |          |       |       |  |
|  |                 |                 |                 | 2        |            |             |             |             |  |          |          |       |       |  |
|  |                 |                 | Obregón         | Obregón  | 4          |             |             |             |  |          |          |       |       |  |
|  | Navojoa         | Navojoa         | Obregón         | Obregón  | 4          | 1           |             |             |  |          |          |       |       |  |
|  | Navojoa         | Navojoa         |                 |          |            |             |             |             |  |          |          |       |       |  |
|  | Obregón         | Obregón         | 4               |          |            |             |             |             |  |          |          |       |       |  |
|  | Obregón         | Obregón         | 4               |          |            |             |             |             |  |          |          |       |       |  |
|  |                 |                 |                 |          |            |             |             |             |  |          |          |       |       |  |

### Primer Play Off
| Equipos                  | JJ | JG | JP | PCT  | JV  |
| ------------------------ | -- | -- | -- | ---- | --- |
| Yaquis de Ciudad Obregón | 5  | 4  | 1  | .800 | -   |
| Tomateros de Culiacán    | 6  | 4  | 2  | .667 | -   |
| Naranjeros de Hermosillo | 7  | 4  | 3  | .571 | -   |
| Venados de Mazatlán      | 7  | 3  | 4  | .429 | 1.0 |
| Algodoneros de Guasave   | 6  | 2  | 4  | .333 | 2.0 |
| Mayos de Navojoa         | 5  | 1  | 4  | .200 | 3.0 |

| Avanza a semifinales |

| Avanza como comodín |

### Semifinales
| Equipos                  | JJ | JG | JP | PCT  | JV  |
| ------------------------ | -- | -- | -- | ---- | --- |
| Yaquis de Ciudad Obregón | 6  | 4  | 2  | .667 | -   |
| Tomateros de Culiacán    | 6  | 4  | 2  | .667 | -   |
| Naranjeros de Hermosillo | 6  | 2  | 4  | .333 | 2.0 |
| Venados de Mazatlán      | 6  | 2  | 4  | .333 | 2.0 |

| Avanza a la final |

### Final
| Equipos                  | JJ | JG | JP | PCT  | JV  |
| ------------------------ | -- | -- | -- | ---- | --- |
| Tomateros de Culiacán    | 5  | 4  | 1  | .800 | -   |
| Yaquis de Ciudad Obregón | 5  | 1  | 4  | .200 | 3.0 |

| Campeón |

## Cuadro de honor
| Equipos                  | Posición   |
| ------------------------ | ---------- |
| Tomateros de Culiacán    | Campeón    |
| Yaquis de Ciudad Obregón | Subcampeón |
| Naranjeros de Hermosillo | 3° Lugar   |
| Venados de Mazatlán      | 4° Lugar   |
| Algodoneros de Guasave   | 5° Lugar   |
| Mayos de Navojoa         | 6° Lugar   |
| Cañeros de Los Mochis    | 7° Lugar   |
| Águilas de Mexicali      | 8° Lugar   |

## Designaciones
A continuación se muestran a los jugadores más valiosos de la temporada.
| Designación         | Ganador                     | Equipo                 |
| ------------------- | --------------------------- | ---------------------- |
| Jugador Más Valioso | Francisco Campos            | Venados de Mazatlán    |
| Pitcher del Año     | Francisco Campos            | Venados de Mazatlán    |
| Novato del año      | Jesús Guzmán                | Tomateros de Culiacán  |
| Mánager del Año     | Alfonso Jiménez             | Algodoneros de Guasave |
| Mánager Campeón     | Francisco Estrada           | Tomateros de Culiacán  |
| Campeón de Bateo    | Rudy Pemberton              | Mayos de Navojoa       |
| Campeón de Pitcheo  | Francisco Campos            | Venados de Mazatlán    |
| Gerente del año     | Eduardo Valenzuela Guajardo | Tomateros de Culiacán  |